# Peter Veliki (schip, 1998)

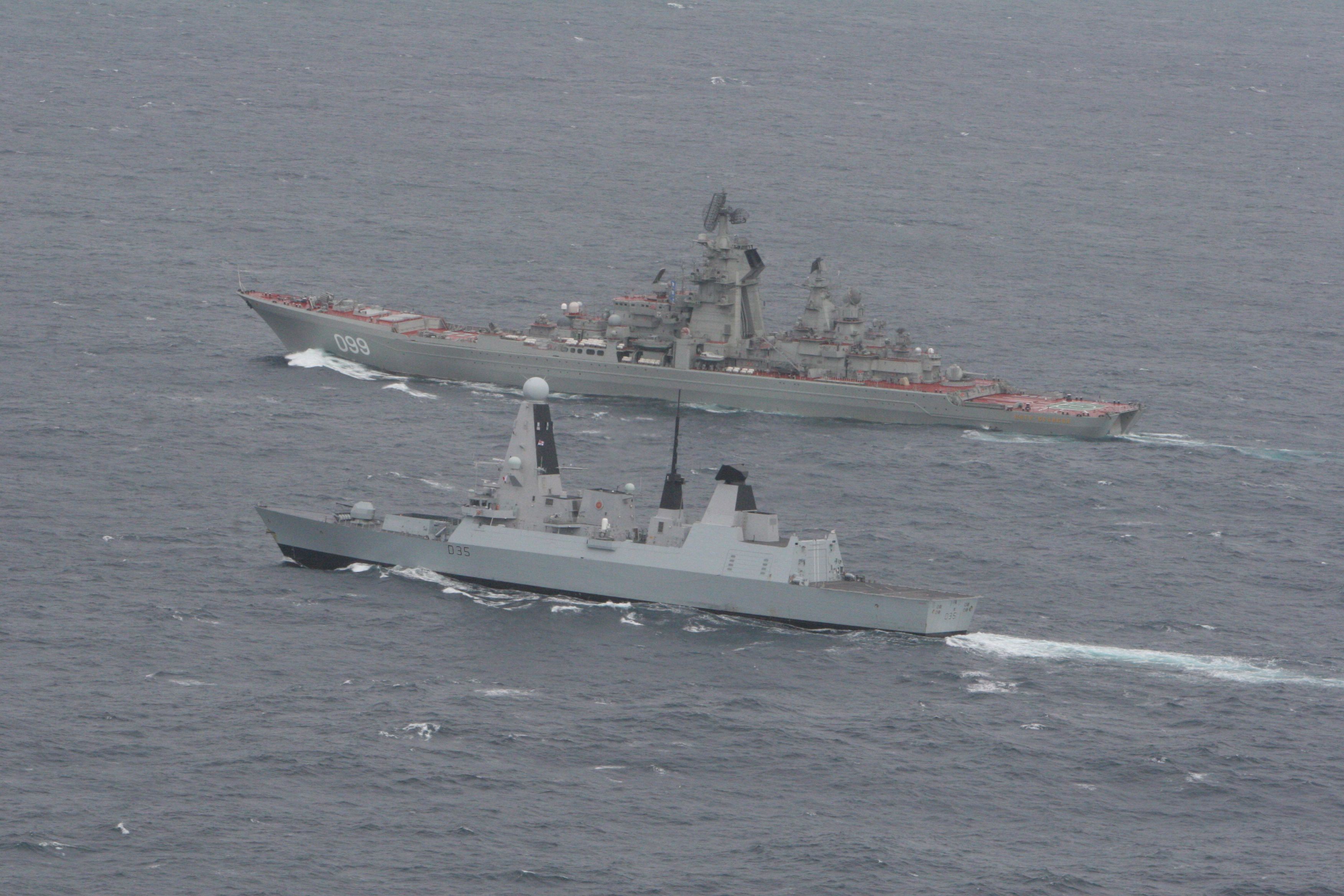
Peter Veliki achteraan stoomt in 2014 door Het Kanaal op naar Syrië vooraan geschaduwd door de Britse torpedobootjager HMS Dragon (D35) van de Royal Navy

Peter Veliki (Russisch: Пётр Великий, 'Peter de Grote') is een door kernenergie aangedreven kruiser van de Russische marine. Vliegdekschepen buiten beschouwing gelaten, is dit het grootste actieve oorlogsschip ter wereld. Het is het vlaggenschip van de Noordelijke Vloot. De slagkruiser vocht in de Syrische Burgeroorlog.

## Gegevens
De Peter Veliki is 252 m lang, 28,5 m breed, met 9,1 m diepgang en 24.300 registerton waterverplaatsing. Twee drukwaterreactoren en twee stoomturbines van samen 100 MW drijven twee scheepsschroeven aan tot 59 km/h en een onbeperkt bereik. De bemanning telt 727 koppen, waaronder 18 voor helikopterbemanning en 15 officieren van de staf van de Noordelijke Vloot.

## Wapens
- 20 P-700 Granit-antischeepsraketten
- 72 hypersonische 3M22 Zirkon-antischeepsraketten die een kernkop van 200 kiloton TNT-equivalent kunnen dragen[1][2]
- 8 × 8 3K95 Kinzjal-luchtdoelraketten
- S-300-luchtverdediging
- twee 305mm-lanceerbuizen voor RBU-1000-raketten tegen onderzeeboten
- twee Udav-1-raketten tegen onderzeeboten
- een tweeloops AK-130-130mm-kanon tegen doelen aan de oppervlakte en in de lucht
- 10 533mm-torpedobuizen voor type 53 torpedo's of SS-N-15-raketten tegen onderzeeboten
- 6 Kasjtan CIWS
- 3 Kamov Ka-27- of Kamov Ka-25-helikopters

## Bouw
Het is de vierde en laatst gebouwde kruiser van de Kirov-klasse van projekt 1144.2.
De Baltische Scheepswerf te Sint-Petersburg legde de kiel in 1986 ten tijde van de Sovjet-Unie en liet hem door vertragingen om financiële redenen pas in 1996 te water ten tijde van de Russische Federatie.
Hij werd oorspronkelijk Joeri Andropov gedoopt, naar de secretaris-generaal van de Communistische Partij van de Sovjet-Unie Joeri Andropov, maar na het uiteenvallen van de Sovjet-Unie werd hij omgedoopt en vernoemd naar tsaar Peter de Grote. Het pennantnummer was eerst 183 en is nu 099.
De kruiser ging op 18 april 1998 in dienst als vlaggenschip van de Noordelijke Vloot met thuisbasis Severomorsk. Eens gemoderniseerd zal het zusterschip 
Admiral Nachimov in 2024 de rol van vlaggenschip overnemen.

## Koersk
In augustus 2000 oefende de kruiser in de Barentszzee toen de kernonderzeeër Koersk daar verging en de Peter Veliki beveiligde het gebied tijdens de mislukte reddingsoperatie.

## Droogdok
In maart 2004 verklaarde de admiraal Vladimir Koerojedov de Peter Veliki ongeschikt door gebrekkig onderhoud. Op 19 april 2004 werd de kruiser in een drijvend droogdok PD-50 gebracht voor schilderwerk onderaan en herstellingen. In augustus was hij klaar.

## Venezuela
Van 21 september 21 tot 22 oktober 2004 oefende de Peter Veliki met vele andere schepen in het noordwesten van de Atlantische Oceaan.
Op 8 september 2008 werd aangekondigd dat de Peter Velikiin de Caraïbische Zee zou oefenen met de Armada Bolivariana van Venezuela.
Op 22 september verliet de Peter Veliki Severomorsk.
Op 22 oktober 2008 bezocht de Peter Veliki Aksaz Karagac en van 6 tot 9 november Toulon.
De Peter Veliki kwam op 25 november 2008 aan te La Guaira, waar toen de Russische president Dmitri Medvedev was, voor de oefening VENRUS-200 op 1 en 2 december 2008.
Peter Veliki voer naar Kaapstad en bleef er drie dagen.
Op 11 januari 2009 kondigde de stafchef aan dat de Peter Veliki met zes andere Russische schepen zou deelnemen aan de tweejaarlijkse oefening met de Indische marine.
Op 31 januari verliet de Peter Veliki Mormugao voor de INDRA-2009-oefening.
Op 12 februari nam het schip tien Somalische piraten in drie boten gevangen voor de kust van Somalië.
Op 10 maart keerde de Peter Veliki na zes maanden terug naar Severomorsk.

## Vostok-2010
Op 30 maart 2010 voer de Peter Veliki opnieuw uit door de Atlantische Oceaan, de Straat van Gibraltar, de Middellandse Zee, het Suezkanaal en de Indische Oceaan voor oefeningen met de Zwarte Zeevloot.
Op 14 april deed de kruiser Tartous aan.
Begin mei 2010 ontmoette de Peter Veliki de Moskva in de Zuid-Chinese Zee voor oefeningen. Ze voeren dan naar Vladivostok voor de Vostok-2010-oefeningen.
Op 29 september keerde de Peter Veliki terug in Severomorsk.
Begin september 2013 leidde de Peter Veliki een flottielje door de Noordelijke Zeeroute.
In mei 2016 oefende de Peter Veliki voor de noordkust van Rusland.

## Syrië
Op 15 oktober voer de Peter Veliki via Het Kanaal en de Straat van Gibraltar naar de Middellandse Zee voor inzet in de Syrische Burgeroorlog bij Aleppo.

## Barentszzee
Op 6 april en op 10 oktober 2019 en op 29 mei en 11 juli 2020, 24 mei, 1 juli en 15 september 2021 en 15 februari 2022 oefende de Peter Veliki opnieuw in de Barentszzee.
Tussen 15 en 17 maart 2022 oefende de Peter Veliki tussen Noorwegen en IJsland tijdens de NAVO-oefeningen daar.
Op 18 april 2022 oefende de Peter Veliki opnieuw in de Barentszzee.
In juli 2022 nam de Peter Veliki deel aan de jaarlijkse vlootparade.
Op 27 oktober 2022 voer de kruiser weer in de Barentszzee.